# Hutzelfeuer

Aufschichtung zum Hutzelfeuer 2006 in Magdlos

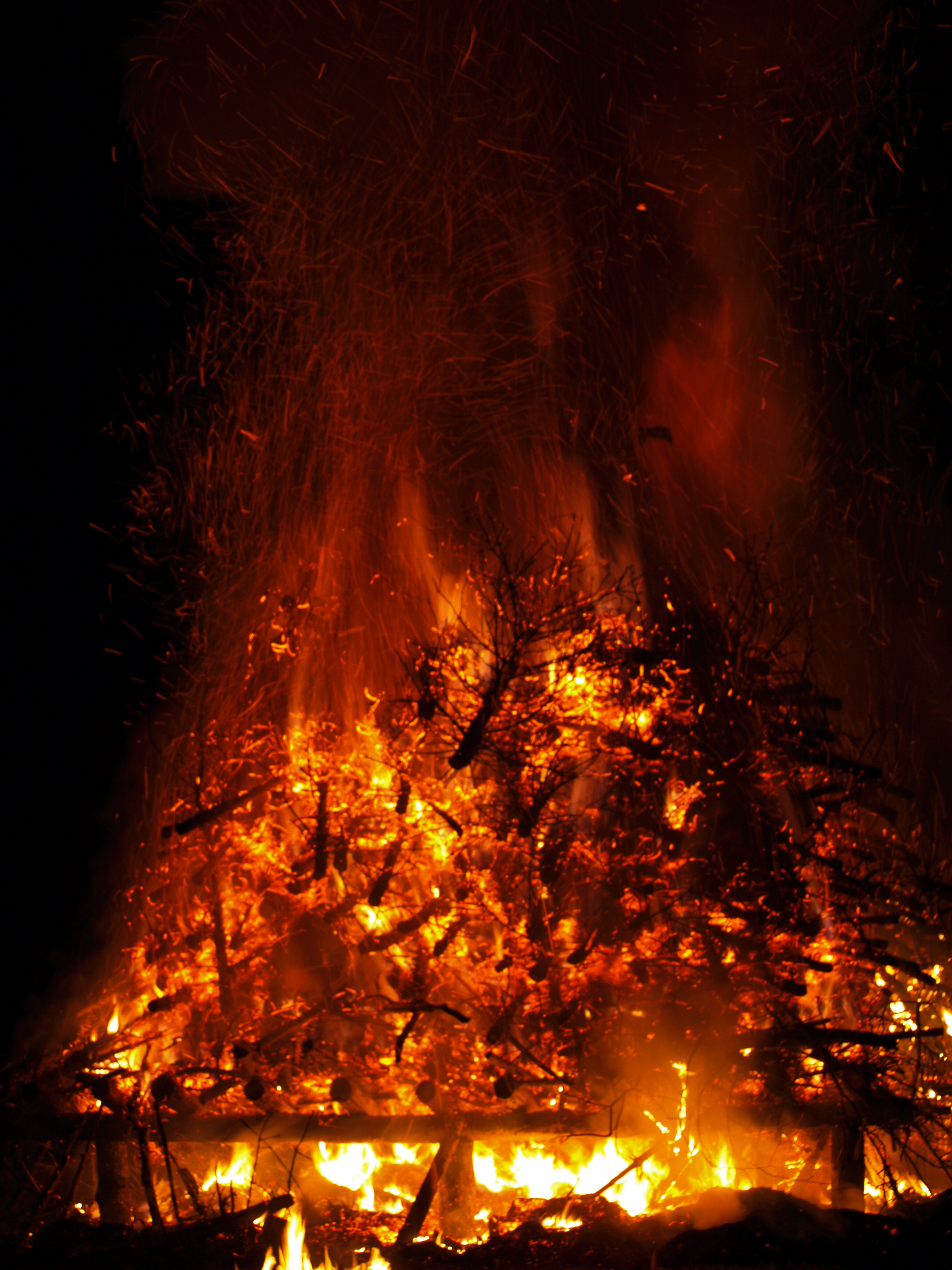
Hutzelfeuer in Silges 2008

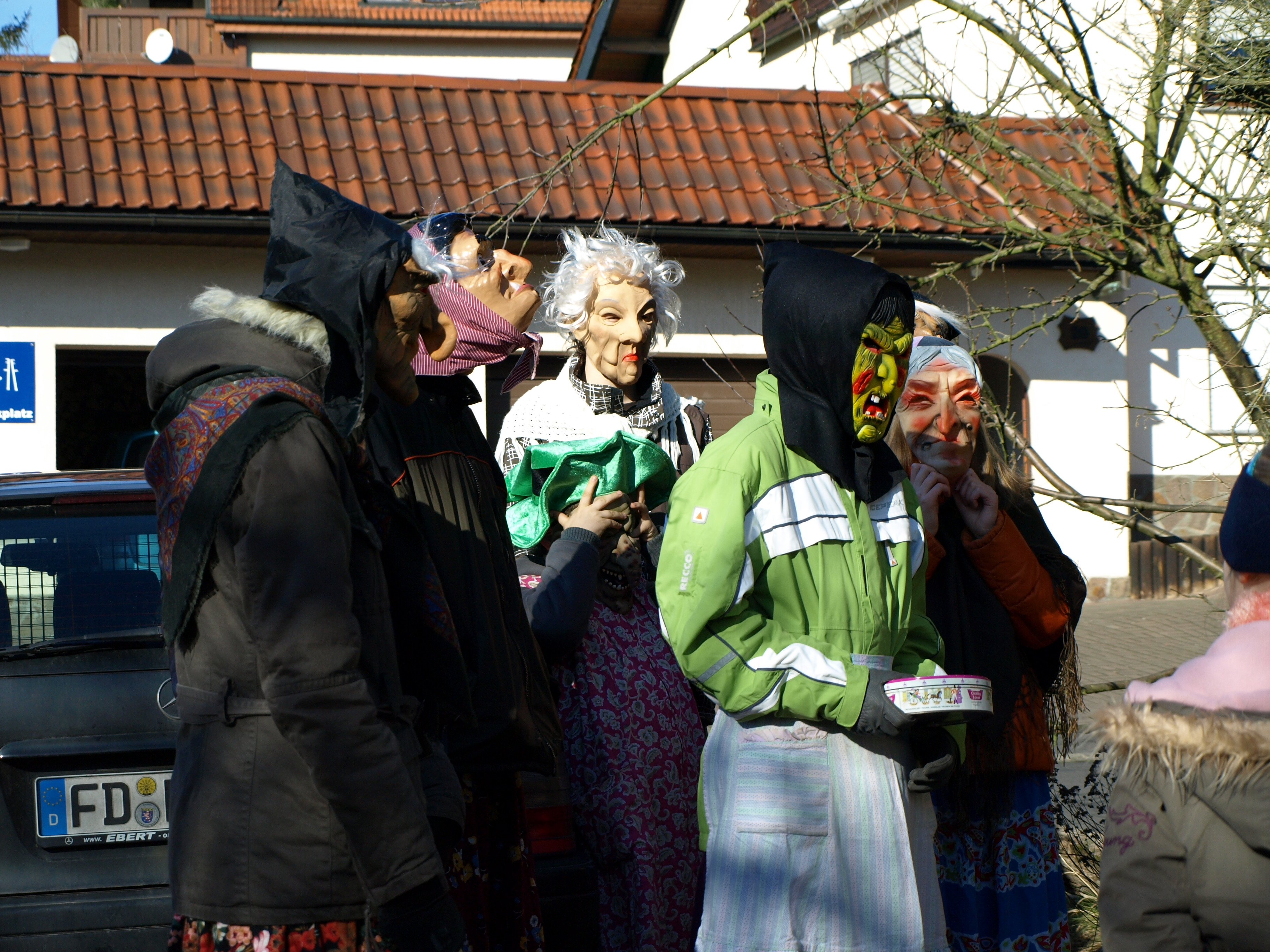
Als Hutzelhexen verkleidete heischende Jugendliche in Silges 2008

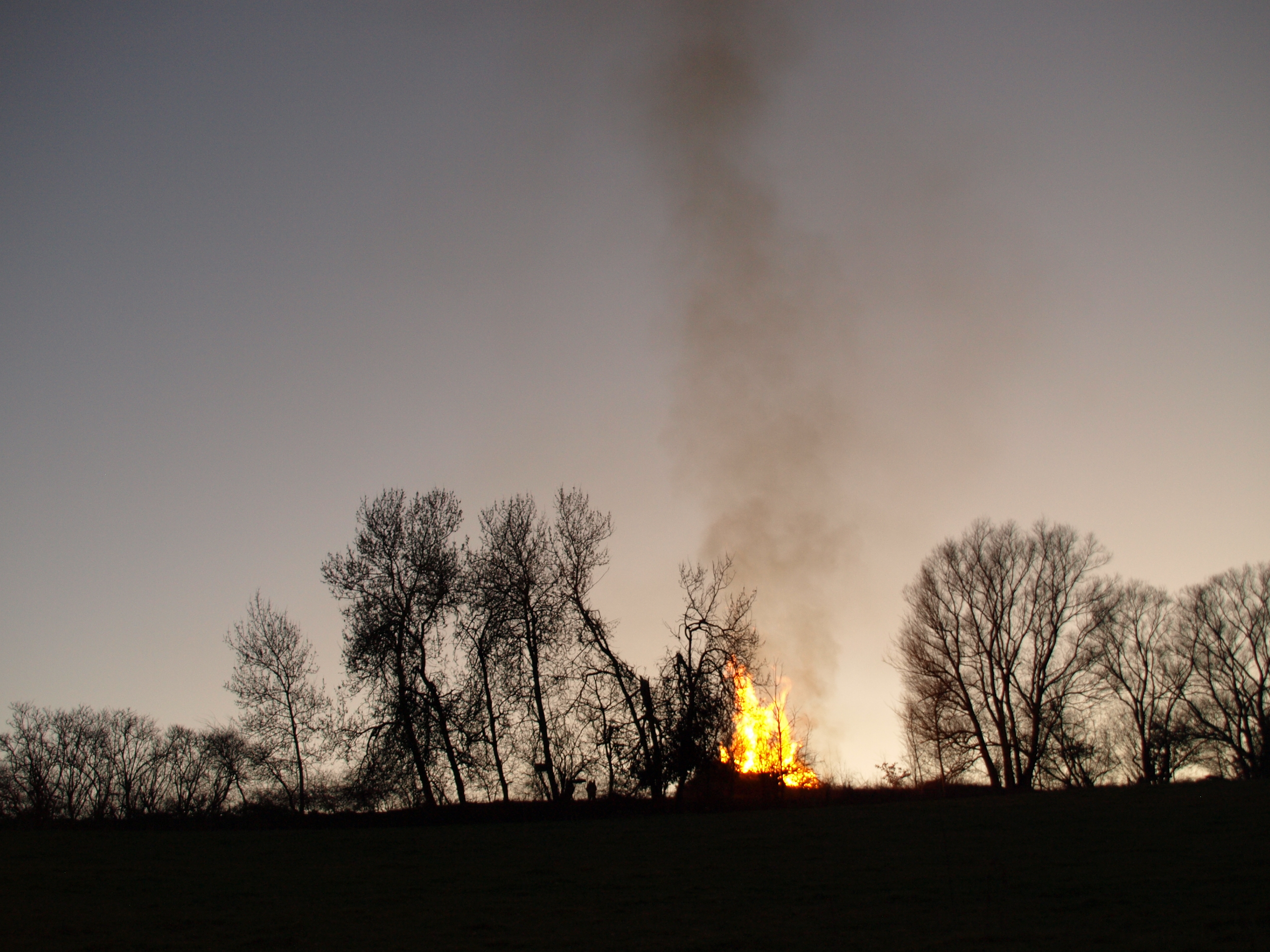
Hutzelfeuer in Burghaun 2014

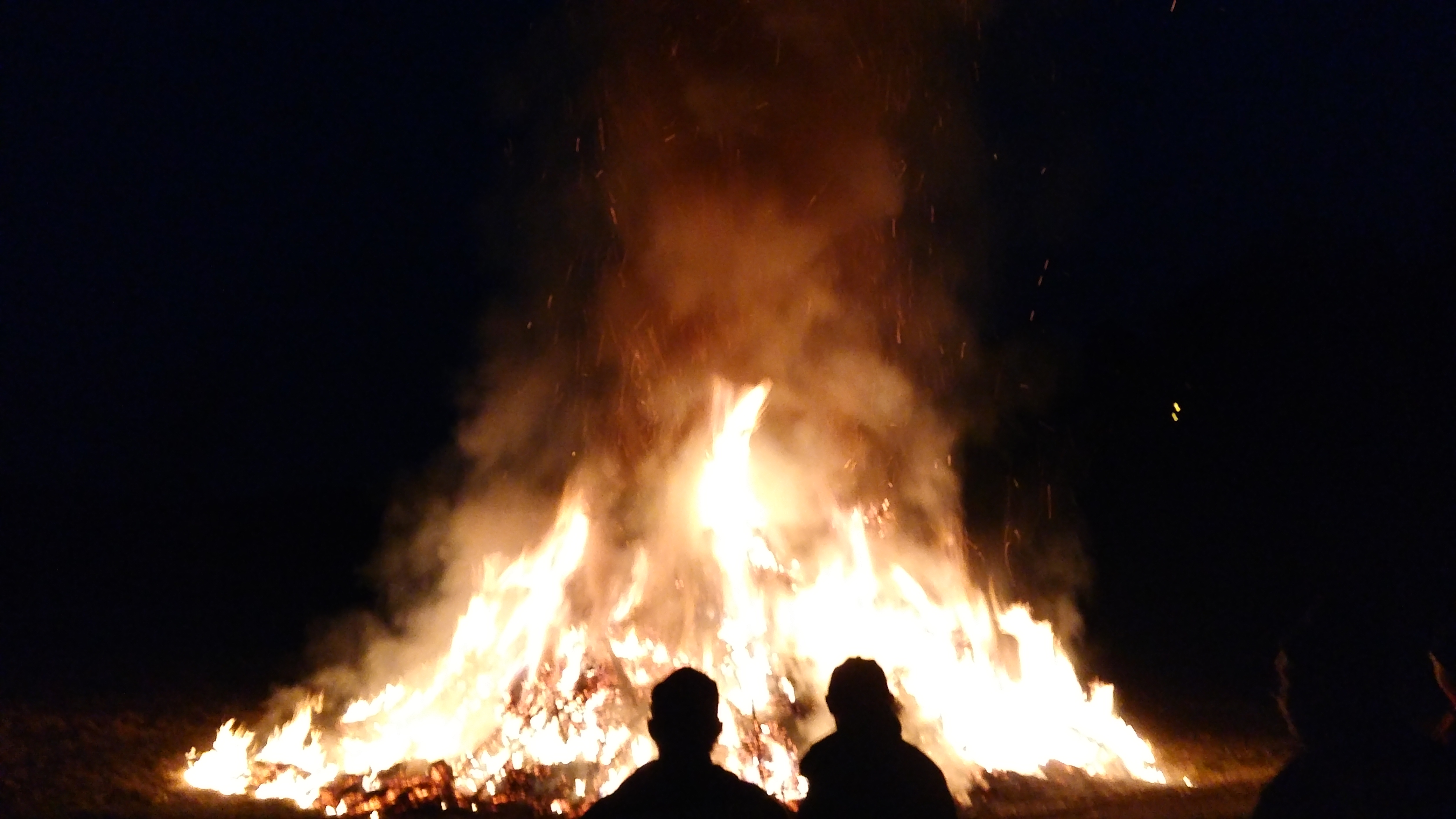
Hutzelfeuer in Gläserzell 2017

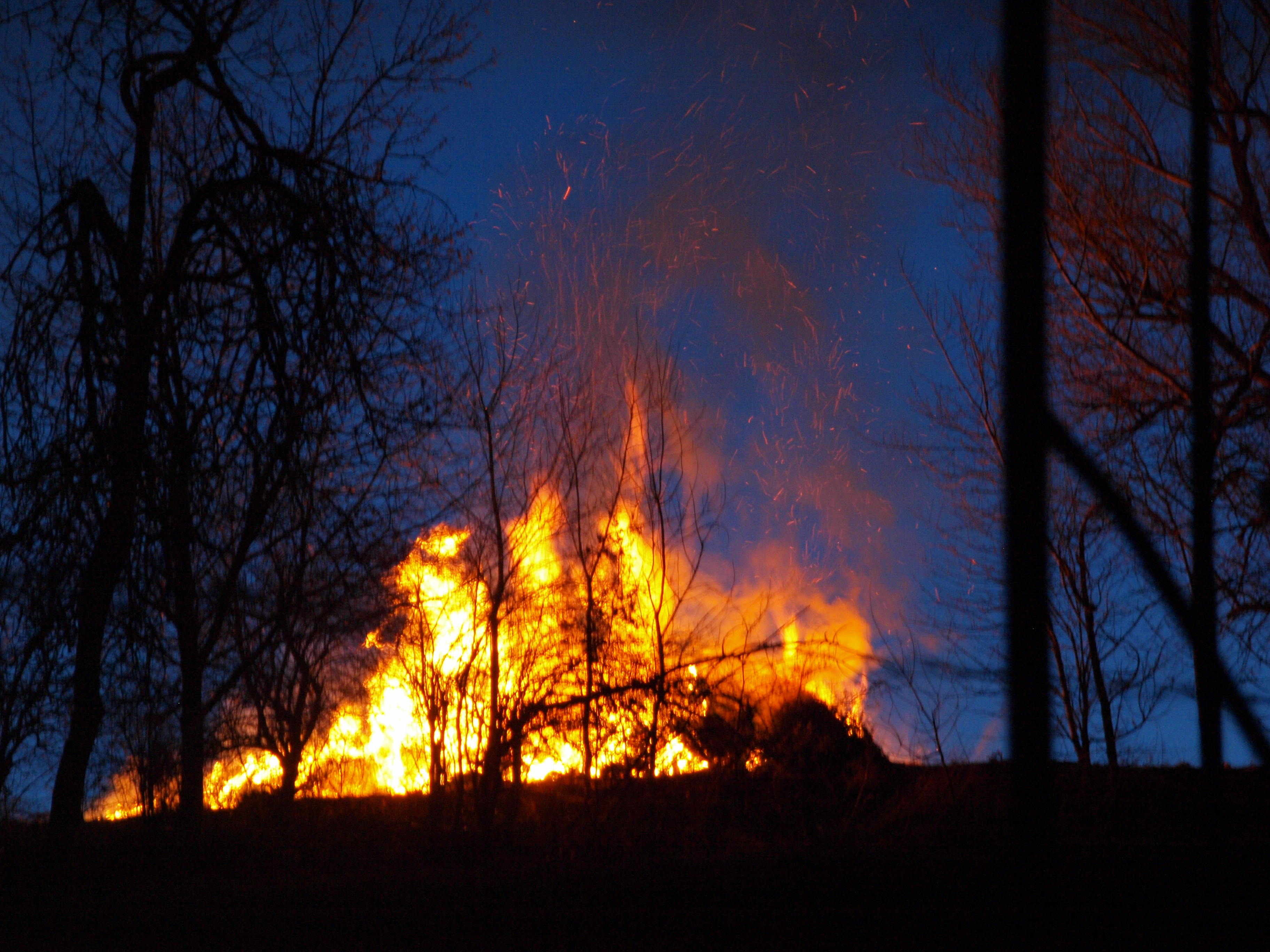
Hutzelfeuer in Burghaun 2020

Das Hutzelfeuer ist eine regionale Variante der Winterverbrennung in Mittel-, Ost- und Nordhessen und in Thüringen mit Schwerpunkt in der Rhön. Üblicher Termin ist der Hutzelsonntag, der erste Sonntag der Fastenzeit (Invocabit), örtliche Abweichungen sind aber möglich. Im katholisch geprägten Fuldaer Land hat es den alten Brauch des Johannisfeuers verdrängt und wird zum Teil auch in Dörfern in Südungarn (südöstliches Transdanubien) ausgeübt, in denen sich ab 1720 Siedler aus dem Hochstift Fulda (die sogenannten Stiffoller) niedergelassen hatten.
Bis 1919 war diese Tradition lange Zeit kirchlich verboten, da nach dem langen Winter und der Fastnacht weitere Ausschweifungen in der Fastenzeit befürchtet wurden. In Bischofsheim in der Rhön wird der „Fackelsonntag“ am 4. Fastensonntag (Laetare) gefeiert. Manche Quellen sehen den Ursprung des Hutzelfeuers als Frühjahrsfeuer in sogenannten Lätarebräuchen (vgl. auch Todaustragen), andere als „erweiterten“ Fastnachtsbrauch.

## Begriffsherkunft
Der Begriff Hutzelfeuer leitet sich von den Hutzeln ab, einer regionalen Bezeichnung für gedörrte Birnen und Zwetschgen, die traditionell an diesem Tag gegessen wurden. Andere Quellen berichten, dass sogenannte Hutzeln – nebst Kräppel und anderen Beigaben – den heischenden Kindern oder Burschen abgegeben wurden, die Brennmateralien wie Stroh für das Feuer sammelten.
In manchen Orten der Rhön gehen auch im 21. Jahrhundert noch Schulkinder, die bereits die Kommunion empfangen haben, Jugendliche oder Burschen als „Hutzelhexen“ verkleidet von Haus zu Haus und fordern die Bewohner auf, ihnen „Hutzeln“ (gerne auch in pekuniärer Form) zu geben, weil sie sonst zum Beispiel mit Stöcken gegen die Tür schlagen oder einen Spottvers schreien.

## Geschichte
Nach Otto Mahr liegen nur aus der jüngsten Zeit Belege vor, obwohl der Brauchtum Elemente enthält, die in den vorchristlichen Zeiten wurzeln. Erste Zeugnisse stellen die Feuerräderverbote aus den Jahren 1768–76 bzw. 1786 dar. In der Literatur wird der Hutzelsonntag erst im 19. Jahrhundert erwähnt, die erste bedeutende Darstellung stammt von Jäger aus dem Jahre 1803 (MAHR 1938, 19; 1939, 11–12, 39).
In den „Physikatsberichten“ der Landgerichte Weyhers und Hilders aus dem Jahr 1861 wurde als Brauch am Hutzelsonntag noch beschrieben, dass die Jugend abends mit ungefähr drei Meter langen Holzstangen, bei denen am oberen Ende brennende Strohbüschel befestigt waren, auf die umliegenden Hügel zog, bevorzugt dort, wo frische Saatfelder angelegt waren, oder rund um die Gemarkung. Dörrobst und Kräppel werden dort auch schon erwähnt.

## Gegenwart
Heutzutage wird das Hutzelfeuer auf einen aufgeschichteten Reisighaufen entfacht, für den an einigen Orten die nicht mehr benötigten Weihnachtsbäume eingesammelt werden. Das Feuer soll den durch eine oben aufgestellte Hutzelpuppe (auch Hutzelhexe oder Hutzelmann genannt) symbolisierten Winter vertreiben. Das Hutzelfeuer wird heute meist von Vereinen aufgebaut, beispielsweise Jugendfeuerwehr, Sportvereinen oder anderen Jugendverbänden.
Seit 2012 gibt es in Hessen ein Orientierungspapier für Brauchtumsfeuer, was zum Teil zu politischen Kontroversen führte. Das Hessische Ministerium für Umwelt, Energie, Landwirtschaft und Verbraucherschutz stellte 2014 klar, dass die Kommunen eine solche Handreichung gefordert hätten und dass das Papier nur Hilfestellungen biete, um „Klarheit für die Städte und Gemeinden bei den Anforderungen zur Anzeige, Durchführung und Gefahrenabwehr von so genannten „Brauchtumsfeuern“ zu schaffen“.